# Mineralne Wody
Mineralne Wody (ros. Минеральные Воды) – miasto w Rosji, w Kraju Stawropolskim, na przedgórzu Wielkiego Kaukazu, w dolinie Kumy. Około 73 tys. mieszkańców (2021).

## Ludzie związani z miastem
- Maria Liktoras – polska siatkarka

## Transport
Niedaleko miasta znajduje się port lotniczy Mineralne Wody. 

## Miasta partnerskie
- Septemwri, Bułgaria